# Utricularia gibba
Espèce
Classification APG IV (2016)
Statut de conservation UICN

 LC  : Préoccupation mineure
Utricularia gibba est une espèce de plantes à fleurs de la famille des Lentibulariaceae. C'est une plante carnivore aquatique aux très jolies fleurs jaunes, plante flottante pérenne. On la retrouve principalement dans les zones humides des régions pantropicales mais aussi dans des régions plus au sud en Afrique, Australie, Canada et Amérique du Sud. Utricularia gibba présente également la particularité d'avoir un génome très petit.

## Caractéristiques

### Port général
Plante de petite à moyenne taille formant des tapis de stolons qui s'accrochent soit à un substrat dans des eaux peu profondes, soit flottant librement dans l'eau. Les stolons immergés, sillonnants, filiformes et ramifiés peuvent atteindre 20 cm de long et entre 0,2 et 1 mm d'épaisseur.

### Appareil végétatif
Les feuilles (ou organes semblables à des feuilles) sont nombreuses et dispersées le long de ces stolons. Celles-ci mesurent de 0,5 à 1,5 cm de long et présentent un motif de ramification dichotomique. Le nombre des branches est souvent limité à 4.
On va également retrouver des pièges, faisant d'Utricularia gibba une plante carnivore. Ces pièges sont attachés aux feuilles (ou organes semblables aux feuilles) par un court pédoncule. Ils sont ovoïdes et présentent des petits appendices ramifiés sétiformes dont deux primaires au sommet et plusieurs plus petits entourant l'ouverture du piège. Ces appendices vont permettre le déclenchement du piège, aspirant ainsi la proie à l'intérieur du piège et permettant sa digestion.

### Appareil reproducteur
Les inflorescences jaunes émergent généralement de l'eau par nombre allant de 1 à 12 et atteignent en moyenne une taille de 20 cm. Cependant, dans certains cas, les fleurs peuvent être submergées et ainsi avoir recours à une stratégie de reproduction basée sur la cléistogamie. On retrouve au niveau de ces fleurs des nervations brun-rougeâtre. La fleur est divisée en 2 lèvres: une lèvre supérieure qui est arrondie et subdivisée légèrement en 3 lobes et une lèvre inférieure un peu plus petite, également arrondie et présentant en son centre un renflement bilabié.
Un éperon étroitement conique ou cylindrique se courbe sous la fleur, allant d'une taille négligeable à une taille légèrement supérieure à celle de la lèvre inférieure.

## Écologie

### Aire de distribution
Utricularia gibba a une répartition large à des latitudes tempérées et tropicales.
On peut la retrouver sur divers continents. En Europe, on la retrouve en Espagne. En Océanie, on va la retrouver en Tasmanie, en Nouvelle-Guinée ainsi que dans les îles du Nord de la Nouvelle-Zélande. Sur le continent Asiatique, il est possible de l’observer en Israël et sur la plupart du reste du continent. Sur le continent américain, on la retrouve principalement au Canada ainsi qu’en Amérique centrale et Amérique du sud. Enfin, elle est également présente sur l’ensemble du continent africain.

### Habitat
On retrouve Utricularia gibba dans des habitats naturels comme les étangs, tourbières, lacs, marais et des eaux peu profondes de fossés. Généralement on retrouve ces écosystèmes en basse altitude mais on peut parfois la retrouver en altitude. On peut la retrouver dans des eaux plus profondes mais dans ce cas, la plante a besoin d'un support physique (végétation morte ou vivante flottante) afin de passer en phase de reproduction. Les eaux dans lesquelles on la retrouve sont pauvres en phosphore et en azote, d'où le développement d'une stratégie carnivore afin de pallier cette carence.
Elle peut également servir comme bioindicateur quant à la santé et au rétablissement de microhabitats de zone humide. En effet, Utricularia gibba est absente des terres présentant une agriculture intensive ainsi que des sites ayant subi d'importants écoulements de déchets chimiques et organiques. Ainsi, elle peut servir comme moyen de prédiction quant à la trophicité de l'eau, la succession des stades et l'état de santé général des parcelles en régénération.

### Cycle de vie
Contrairement aux plantes Utricularia terrestres, Utricularia gibba n'alloue qu'une faible proportion de sa biomasse totale aux structures reproductrices. Cela peut s'expliquer par le fait que les plantes aquatiques du genre Utricularia ont recours à la reproduction végétative (à partir de fragments) plutôt que via la production de graines.
En effet, les individus se reproduisant de manière végétative vont rencontrer un plus grand succès dans les habitats aquatiques car les organes végétatifs sont transportés plus facilement dans l'eau que sur terre.
La formation de pièges a été induite par la faible concentration en phosphore et est la conséquence de la pression de sélection en faveur de la conservation en ce même phosphore.

## Génome

### Taille du génome
Utricularia gibba fait partie de la sous-classe des Astéridées. Le génome d' Utricularia gibba a subi une réduction, qui a fait du génome d’ Utricularia gibba une particularité en termes de taille. Cela peut s'expliquer par la présence de nombreuses séquences riches en GC au sein du génome qui ont induit un biais en faveur de délétions. Cependant, cela n'a pas empêché une pression de sélection pour préserver ces délétions. Ainsi, des pressions de sélection en faveur de la conservation d'énergie et de phosphore ont pu jouer un rôle dans la réduction du génome d' Utricularia gibba.
Une autre explication serait qu'Utricularia gibba « rejette » son surplus d'ADN, et ceci montre qu'au moins chez les plantes, l'ADN répétitif constitue bien un ADN poubelle qui n'est pas essentiel. Ainsi, l'architecture compressée d' Utricularia gibba indique que la régulation et l'intégration de tous les processus requis pour le développement et la reproduction d'un organisme complet sont assurés uniquement par une fraction faible de l'ADN intergénique.
Cette réduction du génome est partagée avec le genre Genlisea. Par exemple, Genlisea tuberosa a le génome le plus petit des angiospermes, avec une taille d'à peu près 61 Mbp.

## Utilisation

### Phytoremédiation
Une étude a expérimenté la bioaccumulation par Utricularia gibba du chrome hexavalent contenu dans l'eau et qui est hautement toxique et mobile. Celle-ci a montré une capacité de bioaccumulation d'un facteur supérieur à 300 ainsi qu'un niveau d'accumulation pouvant atteindre plus de 780mg/kg. Celle-ci pourrait donc potentiellement servir dans la détoxification de sites contaminés.

### Recherche
De par le fait qu'elle possède le génome le plus petit des plantes fleurissant, Utricularia gibba constitue un modèle très intéressant pour les études physiologiques et développementales.

## Synonymes
- Utricularia biflora
- Nom commun : en anglais humped bladderwort (lit. « Utriculaire bossue »)